# Amalrik IV van Montfort
Amalrik IV van Montfort (overleden in 1140) was van 1137 tot aan zijn dood graaf van Évreux. Hij behoorde tot het huis Montfort.

## Levensloop
Amalrik IV was de oudste zoon van heer Amalrik III van Montfort uit diens tweede huwelijk met Agnes, dochter van Anselm van Garlande, heer van Rochefort-en-Yvelines.
Na de dood van zijn vader in 1137 erfde Amalrik het graafschap Évreux, terwijl zijn jongere broer Simon III zijn vader opvolgde als heer van Montfort. De reden hiervoor was dat hun vader zich in een delicate machtspositie bevond; als heer van Montfort was hij een vazal van koning Lodewijk VI van Frankrijk en als graaf van Évreux een vazal van koning Hendrik I van Engeland. Hierdoor zat het huis Montfort gevangen in de rivaliteit tussen beide koninkrijken. Amalrik III probeerde dit probleem op te lossen door zijn domeinen te verdelen onder zijn twee zonen. 
Het plan van zijn vader mislukte echter. Amalrik IV regeerde amper drie jaar en stierf in 1140, ongehuwd en kinderloos. Hierdoor werden Évreux en Montfort opnieuw verenigd onder een heerser, Amalriks broer Simon III.